# Vatípetro
Vatípetro (em grego: Βαθύπετρο) ou Vathypetro é um sítio arqueológico situado no interior da parte central da ilha de Creta, Grécia, 4 km a sul de Archánes e 20 km a sul de Heraclião. Ali foram encontradas algumas das prensas de vinho mais antigas do mundo.
As escavações no sítio foram iniciadas pelo arqueólogo grego Spyridon Marinatos em 1949. Foi identificada uma propriedade rural minoica com um solar ou villa que teve um papel destacado na região rural em volta de Archánes. O complexo foi construído durante Minoano Recente IA, c. 1 580 a.C. e consiste em vários edifícios, pátios e espaços de oficinas. Perto das casas individuais encontra-se uma prensa de vinho minoica, uma fábrica para produção de azeite, um kiln (forno para produzir cerâmica) e peças de cerâmica e os restos de uma antiga oficina de olaria.